# Dezhou
|  | No s'ha de confondre amb Dazhou. |

Dezhou (xinès: 德州; pinyin: Dézhōu) és una ciutat a nivell de prefectura al nord-oest de la província de Shandong, a la República Popular de la Xina. Limita amb la capital provincial de Jinan al sud-est, Liaocheng al sud-oest, Binzhou al nord-est i la província de Hebei al nord.

## Història
La història de Dezhou té de més de quatre mil anys, segons els instruments de fang que s'han trobat a la zona. Segons la llegenda l'emperador Yu va dragar nou rius per controlar les inundacions i cinc dels rius travessen Dezhou. La regió de Dezhou es va establir el 1950 i va passar a ciutat el 1994.
Dezhou es troba a la ruta de ferrocarril de Beijing a Xangai, coneguda com el ferrocarril Jinghu. Dezhou sempre ha estat un important centre de transport des de l'antiguitat (especialment després de la Dinastia Ming). El Riu Groc i el Gran Canal de la Xina passen per la ciutat. A Dezhou es troba la tomba del sultà de Sulú Paduka Pahala, que va morir a Dezhou en el seu viatge de tornada d'una visita a l'emperador Yǒnglè el 1417.

## Administració
Dezhou consta de tretze subdivisions a nivell de comtat:

### Districtes
- Districte de Decheng. El govern de la ciutat-prefectura es troba en aquesta subdivisió.
- Districte de Lingcheng

### Ciutats
Les ciutats (ciutats a nivell de comtat xianji shi) administrades per Dezhou són:
- Leling
- Yucheng (禹城)

### Comtats
Els comtats (comtat xian) administrats per Dezhou són:
- Pingyuan
- Xiajin
- Wucheng
- Qihe
- Linyi
- Ningjin
- Qingyun

### Zones de desenvolupament
- Districte de desenvolupament econòmic de Dezhou
- Districte de desenvolupament econòmic de Dezhou Yunhe

| Mapa de Dezhou |
| --- |
| Decheng Lingcheng Comtat de · Ningjin Comtat de · Qingyun Comtat de · Linyi Comtat · de Qihe Comtat de · Pingyuan Comtat · de Xiajin Comtat de · Wucheng Laoling · (ciutat) Yucheng · (ciutat) |